# Папаяннопулу, Эвтихия
Эвтихи́я Папаяннопу́лу (греч. Ευτυχία Παπαγιαννοπούλου; первоначально Хадзигеорги́у-Иконо́му, Χατζηγεωργίου-Οικονόμου, после первого брака Николаи́ду, Νικολαΐδου, после второго брака Папаяннопу́лу, Παπαγιαννοπούλου; 1893 — 7 января 1972) — «первая и самая значительная» греческая поэтесса-песенница музыкального жанра ребетика, который включён в каталог памятников нематериального культурного наследия ЮНЕСКО и более светского жанра архондоребетика (αρχοντορεμπέτικα — переводится как «Ребетика господ»).

## На Родине, в Малой Азии
Родилась в 1893 году в городе Айдын османской Малой Азии.
Единственный ребёнок Ко́на Марио́га (Κόνα Μαριόγκα) и Георгия Иконо́му (Γ. Οικονόμου), который вскоре сменил фамилию на Хадзигеоргиу (Χατζηγιωργίου/Χατζηγιωργής).
Её внучка, Реа Манели, в книге о своей бабушке, отмечает что по слухам она скорее всего приёмная дочь, по соглашению между действительной матерью и Коной Марио́га — найдя ребёнка у своей двери, Кона якобы воскликнула "счастье (по гречески Эвтихия) пришло в наш дом.
Манели пишет что так Эвтихия начала свою жизнь весьма театральной манерой. В детском возрасте потеряла своего отца.
В 1911 году была сосватана и вышла замуж за Ко́стаса Николаидиса, который был старше её на 20 лет. В браке родила двух девочек — Кети и Мери.
После Первой мировой войны, по решению Антанты, в 1919 году регион Айдына был передан под контроль Греции. В июне 1919 года турецкие четы вступили в Айдын и устроили резню населения.
Эвтихия с детьми бежала в Смирну. Первоначально, вместе со своей матерью и детьми, жила в малоазийской Спарте, а затем (неизвестно при каких обстоятельствах) перебралась с детьми в далёкую и контролируемую до весны 1921 года итальянцами Атталию:32.
Хотя Атталия была далеко от фронта противостояния греческой армии и кемалистов, завершающий этап Малоазийской катастрофы и здесь был отмечен насильственным обменом населениями. Она была вынуждена покинуть Родину и оказалась с семьёй в Греции.

## Жизнь в Греции
Несмотря на трудности пережитые всеми беженцами «Катастрофы», её жизнь в Греции была насыщенной и полной перемен.
Первоначально она последовала карьере актрисы, затем учительницы, затем поэтессы, много позже она стала известна как автор стихов народных песен. Однако признание значения её стихотворческой деятельности пришло много позже, в особенности после её смерти.
Единственным мужчиной который покорил её сердце был Георгиос Папаяннопулос, за которого она вышла замуж в 1932 году.
Стихи к песням она начала писать в 1948 году и продавала за 200—300 драхм той эпохи.
После смерти её дочери Мери в 1960 году, Эвтихия нашла «убежище» (отдушину) в картёжной игре. Имея большое пристрастие к картам она потеряла на этом много денег.
Она писала стихи, сразу затем отказывалась от авторских прав, получая наличными деньги для игры в карты.
Многие из её произведений стали большими музыкальными хитами, с помощью видных композиторов того времени, таких как Василис Цицанис, Манолис Хио́тис, Манос Хадзидакис, Апо́столос Калдарас и др.
Некоторые её стихи популярных хитов:
- «Закаты солнца» (Ηλιοβασιλέματα), «Прошлая моя любовь» (Περασμένες μου αγάπες на музыку Манолиса Хиотиса
- «У жизни две двери» (Δυο πόρτες έχει η ζωή), «Ухожу с горечью на чужбину» (Φεύγω με πίκρα στα ξένα) в исполнении Стелиоса Казандзидиса
- «Камешек, камешек» (Πετραδάκι, πετραδάκι), «Найду бормочиший баглама» (инструмент) (Θα βρω μουρμούρη μπαγλαμά), «Мечта иллюзорная» (Όνειρο απατηλό) музыка Апо́столоса Калдараса
- «Двуличная» ( Η διπρόσωπη), музыка и исполнение Антониса Репаниса
- «Тяжёлая колючая проволока» (Συρματοπλέγματα βαριά) музыка Бабиса Бакалиса
- «Я орёл без крыльев» (Είμαι αϊτός χωρίς φτερά) музыка Маноса Хадзидакиса,
- «Выпивка дервиша» (Του ντερβίση το πιοτό) и «Что сердце может сделать для тебя» (Τι να σου κάνει μια καρδιά) музыка Антониса Катинариса.

С Василисом Цицанисом она создала три песни — «Диван» («Το Ντιβάνι») которая была записана на диск в 1954 в исполнении Анны Хрисафи и самого Цицаниса, «Мужички» («Τα αντράκια») записанная в 1957 году в исполнении Стелиоса Казандзидиса и «Μужик-цветок» («Ο φλώρος»), записанная в 1957 году в исполнении Григориса Битико́циса и Ёты Лидии.
Большую известность получили также песни : «Стеклянный мир» («Γυάλινος κόσμος»), «За столом где я пью» («Στο τραπέζι που τα πίνω»), «В забеголовке Апостолиса» («Στου Αποστόλη το κουτούκι»), «Выплесни яд на стекло» («Ρίξτε στο γυαλί φαρμάκι»), «Мне разбили баглама» («Μου σπάσανε το μπαγλαμά»), «Анемона» («Ανεμώνα»), «Поздно, уже поздно» («Αργά, είναι πια αργά»), «Ты ко мне привыкнишь, постепенно» («Λίγο-λίγο, θα με συνηθίσεις»), «Я взяла у молодости цвета» («Πήρα απ' τη νιότη χρώματα»), «Если любовь это преступление» («Αν είναι η αγάπη έγκλημα»), «Один орёл разбился» («Ένας αϊτός γκρεμίστηκε»), «Что случилось и ребёнок плачет» («Τι έχει και κλαίει το παιδί»), «Маламо» («Η Μαλάμω»)
Считается что до половины её работ приписана другим авторами, поскольку только вторая половина числится под её именем. Сама она не проявила интереса к признанию своего творчества и обеспечению причитающихся ей гонораров, в результате чего и несмотря на успех её песен она умерла в бедности.
Из тех кому она дарила свои стихи, только Апостолос Калдарас отказался от её предложений — «Старуха» ругала его за то что он отказывал ей продать свои стихи. Но Калдарас знал что в конечном итоге она будет благодарна ему за это. Сегодня он именуется единственным кто не упускал отметить имя Папаяннопулу на дисках, заботясь чтобы его партнёрша обеспечила свои права. Он не делал ей никаких одолжений и не давал ей авансов, но выражаясь на жаргоне ребетико никогда «не кинул» её.
Незадолго до своей смерти она дала интервью исследовательнице Маргарите Манасиду, освещающее некоторые грани её творчества и её кредо. Это был период когда стих песен, в особенности «народных», стал предметом первых исследований. Маргарита Манасиду в своём посвящении опубликовала интервью с Эвтихией (как представительницей «старого поколения» песенников) и с Л. Пападопулосом представителем молодого (нового) поколения, ему было тогда 35).
Эвтихия согласилась на интервью в трудный для неё период, когда компания звукозаписи (Columbia) с которой она подписала контракт не принимала более её стихи и одновременно запрещала ей сотрудничество с другим лейблом. Используя названия двух её песен, Эвтихия заявила что вошла в мир народной песни с крабиками (τα «Καβουράκια») и уходит с иллюзорной мечтой («Όνειρο απατηλό»).
Она также заявила что все занимающиеся песней являются пленниками торговцев, которых «Сократ всех поместил/отвёл в последний класс (общества)» и которые возвышают песенников а затем сами же бросают их в тартары, — яму небытия. Она заявила что ей 75, что она больна и беспомощна и не может справится с ними, но заявляет им (торговцам) что дух нельзя заточить, нельзя связать!
Она продолжает писать, и если будет жива, через два года когда истекает контракт, отдаст свои стихи другим компаниям, в противном случае их издание возьмёт на себя её внук. В интервью она советовала молодым поэтам песенникам — никаких контрактов с компаниями! Эвтихия согласилась что она начала писать 20 лет тому назад, то есть относительно поздно и призналась что тогда «думала что народная песня это низко».
«Теперь» она приветствует Димоса Муциса, который внёс бузуки и цимбалы в представление в древнем театре! (представление Национального театра «Облака (комедия)» Аристофана, в Эпидавре июнь 1970, в постановке А. Соломоса, музыка Д. Муциса). Она заявила что считает что бузуки всегда был первым инструментом в ребетика, «потому что происходит из Византии» но теперь его фальсифицируют (подразумевая жанр т. н. «лёгкой-народной» песни — ελαφρολαϊκό). Эвтихия заявила что не может писать стихи когда ей дают музыку. По её мнению успех приходит «когда композитору удаётся влезть в шкуру поэта». Писать сначала музыку это ошибка. Это связывает поэта. «К тому же все великие музыкальные щедевры были написаны на либретто».
С простотой и великодушием Эвтихия уступила пальму первенства среди поэтов песенников Л. Пападопулосу, «в котором видела увековечивание народной песни».
Эвтихия умерла в Афинах, в возрасте 79 лет, 7 января 1972 года.

## Внучка
На закате её жизнь за ней присматривала её внучка, Реа Манели (Ρέα Μανέλη)
Внучка последовала жизненному пути который в определённоя степени был предписан ей её бабушкой, но в основном её родителями, комедиантом Франдзеско Манели (1909—1978) и его партнёршей и женой Мери Лайду (Μαίρη Λαΐδου 1915—1960).
Беспечные родители не только забыли зарегистрировать своего ребёнка, но «забыли» и о своих родительских обязанностях. Девочка выросла у бабушки, которая едва сводила концы с концами, но не отказала внучке в заботе.
Внучка стала танцовщицей, выступая в ночных заведениях Греции и за рубежом, пока не обосновалась в США, где уединилась и получила возможность свести свои воспоминания в книгу о своей бабушке, Эвтихии.

## Наследие — Память
Ппесни Эвтихии поют по сегодняшний день.
Жизнь Эвтихии стала книгой, написанной её внучкой Реей Манели, под заголовком «Моя бабушка Эвтихия» («Η Γιαγιά Μου η Ευτυχία»
Эта биография стала театральным монологом в исполнении Нены Менти в театральном представлении озаглавленным её именем
В 2019 году её жизнь была перенесена на экран в фильме под названием Эвтихия. Роль Эвтихии исполняли (в молодости) Катя Гулиони и Кариофилля Карабети (в зрелом возрасте).
Фильм был отмечен 8 премиями Греческой академии кинематографа за 2020 год, включая премию за лучший фильм, за экранизацию литературного произведения, за первую мужскую роль и за вторую мужскую и женскую роли, а также за сценарий.